# Виль (коммуна, Франция)
Виль (фр. Villes) — коммуна во Франции, находится в регионе Рона — Альпы. Департамент коммуны — Эн. Входит в состав кантона Бельгард-сюр-Вальсерин. Округ коммуны — Нантюа.
Код коммуны — 01448.

## Население
Население коммуны на 2010 год составляло 385 человек.
| 1962 | 1968 | 1975 | 1982 | 1990 | 1999 | 2010 |
| ---- | ---- | ---- | ---- | ---- | ---- | ---- |
| 108  | 146  | 157  | 184  | 226  | 268  | 385  |